# Torneio do Povo de 1972
O Torneio do Povo de 1972 foi segunda edição deste torneio. Esta foi disputada por cinco clubes, que jogariam entre si, com aquele que somasse mais pontos sendo o campeão. Com o nome oficial de Torneio General Emílio Garrastazu Médici, o campeonato reuniu os clubes de maior apelo popular do Brasil, e teve o Flamengo como o campeão. 
Mesmo após um pedido formal do Coritiba (campeão da edição seguinte) em 2010 para o reconhecimento do Torneio do Povo como uma competição oficial da CBF, o torneio continua sendo considerado amistoso. 

## Equipes Participantes
| Clube         | Estado |
| ------------- | ------ |
| Atlético-MG   | MG     |
| Bahia         | BA     |
| Corinthians   | SP     |
| Flamengo      | GB     |
| Internacional | RS     |

## Jogos
02/02/72
| 02 de fevereiro | Bahia | 0 – 1         | Flamengo            | Fonte Nova, Salvador-BA                                      |
|                 |       | Ficha Técnica | Caio Cambalhota 32' | Público: Renda: Cr$ 137 000,00 Árbitro: Arnaldo Cezar Coelho |

03/02/72
| 03 de fevereiro | Corinthians | 0 – 1         | Atlético Mineiro | Estádio do Pacaembu, São Paulo-SP                               |
|                 |             | Ficha Técnica | Spencer 27'      | Público: Renda: Cr$ 158 690,00 Árbitro: Airton Vieira de Morais |

06/02/72
Jogo 1
| 03 de fevereiro | Bahia | 0 – 1         | Corinthians       | Fonte Nova, Salvador-BA                                      |
|                 |       | Ficha Técnica | Marco Antonio 20' | Público: Renda: Cr$ 126 210,00 Árbitro: José de Assis Aragão |

Jogo 2
| 03 de fevereiro | Flamengo                         | 2 – 0         | Atlético Mineiro | Estádio do Maracanã, Rio de Janeiro (GB)                         |
|                 | Paulo Cézar Caju 49' · Doval 51' | Ficha Técnica |                  | Público: 45 476 Renda: Cr$ 282 967,00 Árbitro: Jose Favilli Neto |

10/02/72
| 10 de fevereiro | Internacional | 0 – 0         | Corinthians | Estádio Beira-Rio, Porto Alegre-RS                        |
|                 |               | Ficha Técnica |             | Público: Renda: Cr$ 120 223,50 Árbitro: Jose Marçal Filho |

17/02/72
| 17 de fevereiro | Corinthians  | 1 – 2         | Flamengo                                   | Estádio do Pacaembu, São Paulo-SP                               |
|                 | Vaguinho 31' | Ficha Técnica | Paulo Cézar Caju 30' (pênalti) · Doval 40' | Público: 29 347 Renda: Cr$ 207 081,00 Árbitro: Sebastião Rufino |

20/02/72
Jogo 1
| 20 de fevereiro | Bahia | 0 – 0         | Atlético Mineiro | Fonte Nova, Salvador-BA                               |
|                 |       | Ficha Técnica |                  | Público: Renda: Cr$ 85 005,00 Árbitro: Oscar Scolfaro |

Jogo 2
| 20 de fevereiro | Flamengo | 0 – 0         | Internacional | Fonte Nova, Salvador-BA                                      |
|                 |          | Ficha Técnica |               | Público: Renda: Cr$ 410 291,00 Árbitro: José de Assis Aragão |

- Obs.: com os resultados deste dia, o Flamengo se sagrou campeão.

24/02/72
| 24 de fevereiro | Atlético Mineiro        | 2 – 1         | Internacional | Mineirão, Belo Horizonte-MG                                       |
|                 | Dadá Maravilha 23', 89' | Ficha Técnica | Arlem 2'      | Público: 7 513 Renda: Cr$ 42 178,00 Árbitro: José de Assis Aragão |

27/02/72
| 27 de fevereiro | Internacional                                           | 4 – 0         | Bahia | Fonte Nova, Salvador-BA                                        |
|                 | Arlem 5' · Mosquito 51' · Valdomiro 72' · Escurinho 90' | Ficha Técnica |       | Público: Renda: Cr$ 49 252,00 Árbitro: Airton Vieira de Morais |

## Classificação
| Time | Time          | PG | J | V | E | D | GP | GC | SG |
| --- | ------------- | -- | - | - | - | - | -- | -- | -- |
| 1 | Flamengo      | 7  | 4 | 3 | 1 | 0 | 5  | 1  | +4 |
| 2 | Atlético-MG   | 5  | 4 | 2 | 1 | 1 | 3  | 3  | +0 |
| 3 | Internacional | 4  | 4 | 1 | 2 | 1 | 5  | 2  | +3 |
| 4 | Corinthians   | 3  | 4 | 1 | 1 | 2 | 2  | 3  | -1 |
| 5 | Bahia         | 1  | 4 | 0 | 1 | 3 | 0  | 6  | -6 |
| PG - pontos ganhos; J - jogos; V - vitórias; E - empates; D - derrotas; GP - gols pró; GC - gols contra; SG - saldo de gols |               |    |   |   |   |   |    |    |    |

## Campeão
| Torneio do Povo de 1972                  |
| ---------------------------------------- |
| Clube de Regatas do Flamengo (1º título) |

## Artilharia
- 2 gols:
- Arlen - Internacional
- Dario - Atlético
- Doval - Flamengo
- Paulo Cesar - Flamengo